# Махова, Людмила Борисовна
Людми́ла Бори́совна Ма́хова (род. 20 ноября 1983, Ленинград) — российский музыкант, композитор, скрипачка, певица, автор текстов песен, основатель группы «Дайте Два». Также известна под псевдонимом «Тёща».

## Биография

### Семья
Родилась 20 ноября 1983 года в Ленинграде.
Отец — физик (направление — гиромагнитная радиоэлектроника), мать — экономист, специалист в области внедрения технических инноваций. Бабушка — Махова Людмила Васильевна — преподаватель химии, теоретик педагогики.

### Образование
Обучалась музыке с 4 лет по классу скрипки. Выпускница музыкального лицея при комитете по культуре Санкт-Петербурга (Класс педагога И. М. Леоновой). Продолжила образование в музыкальном училище имени Римского-Корсакова по направлению «артист симфонического оркестра, специальность — скрипка» (Класс педагога Л. Н. Гуревич).
Также является выпускницей IFL (Institute of Foreign Languages) по специальности «лингвистика и межкультурная коммуникация» (2002. Научный руководитель дипломной работы — О. И. Бродович) и магистратуры филологического факультета СПбГУ по направлению «лингвистика» (2006. Научный руководитель И. В. Недялков). Обучалась в аспирантуре филологического факультета СПбГУ по направлению «Сравнительно-историческое, сопоставительное и типологическое языкознание» Тема кандидатской диссертации — «Культурно-коннотированный компонент в художественном тексте на материале 7 переводов романа Л. Н. Толстого „Анна Каренина“ на английский язык». Диссертация не защищена по причине переезда в Москву и начала существования группы «Дайте Два».
Обучалась академическому и эстрадно-джазовому вокалу у разных преподавателей, среди которых Людмила Калайда, Олег Бессмельцев, Екатерина Белоброва, Инна Желанная.

### Творчество
| Коллектив            | Участие |
| -------------------- | --- |
| Дайте Два            | основатель, вокалист, автор музыки, автор текстов. (2007 — настоящее время) |
| Алиса                | совместный трек «Война» (альбом «2012»), бэк-вокалы в альбомах «2012» (песня «Шейк»), «Цирк» (песни «Музыка», «Когда окончится день»), «Эксцесс» (песня «Трибунал любви». Также участвовала в трибьюте А. «Рикошету» Аксёнову «Выход дракона» (2009) (вокал в песне «Девушка гангстера», бэк-вокалы в песнях «Дух» (исп. Константин Кинчев) и «Чёрные очки» (исп. Сергей Шнуров), альбом «Подполье» (2022), партии скрипки |
| 25/17                | скрипка, бэк-вокал (песня «Звезда» альбом «Песни о любви и смерти» (2012), концертный альбом «Бортовой журнал, 10 лет на волне» (2013), совместный трек «Печень» (концертный альбом «Русский подорожник. Концерт в Москве»), альбом «Радость встреч и расставаний» (2023) скрипка в песнях «Радость» и «Колыбельная» живые выступления.                                                                                    |
| F.P.G.               | скрипка, песня «Ещё не вечер», кавер на песню В. С. Высоцкого. Живые выступления (2006 — настоящее время) |
| Louna                | скрипка, живые выступления (2013—2014) |
| Trinity Soldiers     | вокал в совместном треке «Живи и Радуйся» (2013) |
| Йорш                 | скрипка в песнях «Одиночество» (альбом «Держитесь», 2016), «Фонтаны» (альбом «Сквозь Тьму», 2017) |
| ДМЦ                  | скрипка, живые выступления (2013 — настоящее время), партии скрипки в альбомах «Маскарад» (2013), «Партизанская любовь» (2014), «Целуй ниже» (2017), гостевой вокал и бэк-вокал в песне «Зима» (2018) |
| 7раса                | скрипка, живые выступления (2012 — настоящее время) |
| Нуки                 | живые выступления (2015) |
| Растич и Атцы        | скрипка, бэк-вокал, живые выступления (2015—2017) |
| Boozmen Acoustic Jam | скрипка, бэк-вокал, живые выступления (2015—2017) |
| Country Hell         | скрипка, бэк-вокал, авторство текстов, живые выступления (2018 — настоящее время) |
| Duo Ro               | скрипка, бэк-вокал, авторство текстов, живые выступления (2018 — настоящее время), альбом Lost in Lavender Fields (2020) |
| Родина               | бэк-вокал (2019 — настоящее время) |
| Последний пионер     | скрипка, гостевой вокал «Песня плюшевого мишки» (альбом «Верь мне», 2017), совместный трек и текст гостевого куплета в песне «Нет нас», скрипка в песне «Венчальная» (альбом «Мертворождённый» (2016) |
| Disco RD             | гостевой вокал в песне «Я иду» (альбом «Живой», 2017) |
| LASCALA              | гостевой куплет и бэк-вокал в песне «Дурочка с Севера» (deluxe-версия альбома «Мачете», 2015) |
| Lori!Lori!           | гостевой куплет и бэк-вокал в песне «Пустой», авторство текста песни «Брось меня», соавторство в тексте песни «Домой» (альбом «Третий круг», 2017) |
| Touretto             | гостевой вокал в песне «Я ненавижу людей» (альбом «Мой мир другой», 2020) |
| Дартвейдерз          | сооснователь (вместе с Д. Бородиным и С. Гамкрелидзе), соавтор материала. |
| Слот                 | скрипка в песне СЛОТ — Кукла вуду (Ин да хаос. Re-play) |
| Ландыши              | скрипка в песнях «69 девок» и «Голод» (альбом «69 девок», 2019) |
| Монгол Шуудан        | скрипка в песне «Трын-трава» (сингл, 2020), живое выступление 6 января 2021 |
| Комсомольск          | альбом «Ретро» (2021), скрипка в песнях «Глаза», «Пятиэтажечка», «Спутник», «Ваше море», живые выступления |
| Бранимир             | альбом «Добрые песни» (2022), скрипка и бэк-вокал в песнях: «Солнечный день», «Фазан», «Не хочу никуда уезжать», «Я не хочу никуда уезжать» |
| Заточка              | партия скрипки в песне «Держи в курсе» Снималась в клипе «Пол - это лава» альбом «Острые края» (2023), скрипка в песнях: «Старый я», «Пол – это лава», «На похоронах», живые выступления |
| Дарсн                | гостевой вокал в песне «Самолёт» |
| Кромешный Мир        | Гостевой вокал, бэк-вокал, скрипка в песне «Наша субкультура — рок-н-ролл» |
| Dracondaz            | скрипка в альбоме «Песни Фрайвура» (2022) |
| Несладко             | альбом «В центре скандала» (2023) скрипка в песнях «Стой», «Крыша» |
| Аким Апачев          | альбом «Гори ясно» (2023), скрипка в песне «Хмеймим», скрипка в синглах «Спят курганы тёмные», «Ой чей то кинь». Альбом «Полковник свет» (2024), скрипка в песнях: «На западном фронте без перемен», «Полковник свет», «Акт победы», «Когда закончится война». Живые выступления |

### Художественная проза
- «Приход белого медведя. Зоопарк» — СПб. Печатный комплекс «Гаванский», 2005. ISBN 5-9900443-1-3[3]

### Сборники текстов песен
- «Некоторые тексты» — СПб. ЦНИТ «Астерион», 2015. ISBN 978-5-00045-316-2[4][5]

### Научные публикации
- «История российско-британских языковых контактов в области художественного перевода». Статья. Сборник материалов XXXVIII международной филологической конференции. Актуальные проблемы переводоведения под редакцией В. И. Шадрина. — СПб. Факультет филологии и искусств, СПбГУ, 2009.
- «Проблемы перевода культурно и исторически коннотированных лексем, выражающих элементы русского костюма». Статья. Сборник материалов XXXIX международной филологической конференции. Актуальные проблемы переводоведения под редакцией В. И. Шадрина. — СПб. Факультет филологии и искусств, СПбГУ, 2010.
- «Культурно-коннотированная административная лексика в переводах „Анны Карениной“ на английский язык»[6]. СПб. Научно-теоретический журнал "Общество. Среда. Развитие (Terra Humana). ВАК, 2011.

## Видеография

#### Дайте Два
- 2011 — Пятая масть feat. Антон Пух (режиссёр Олег Флянгольц)
- 2013 — Джекилл и Хайд (DIY-video)
- 2014 — Север (режиссёр Денис Даер)
- 2014 — Диванные войска (DIY-video)
- 2015 — Свитер с Оленями (DIY-video)
- 2016 — По нерезиновой (DIY-video)
- 2018 — Бокс feat. КЭШ (режиссёр Александр Гагаринов)
- 2019 — Коко Шанель (режиссёр Андрей Близнюк)
- 2019 — В Роуминге[7] (режиссёр — Карлен Соболев)
- 2019 — Змея (режиссёр Алексей Тихонюк)
- 2020 — Рот в Рот feat. Zavali (реж. Андрей Близнюк, Людмила Махова)
- 2020 — Музыкант (ДДТ cover) реж. Алексей Тихонюк
- 2021 — Молодо-зелёно (реж. Алексей Тихонюк, Людмила Махова)
- 2021 — Трэш/Клей feat Йорш (реж. Людмила Махова, Smith Black)
- 2022 — У.Р.А.Л. (реж. Людмила Махова, Smith Black)
- 2022 — Бог ломает дверь, дьявол сносит крышу (реж. Людмила Махова, Smith Black)
- 2022 — Золотой планктон (реж. Андрей Близнюк, Людмила Махова)
- 2022 — Повод (реж. Людмила Махова, съёмка, монтаж Smith Black)
- 2022 — «Бог ломает дверь, дьявол сносит крышу» (реж. Людмила Махова, съёмка, монтаж Smith Black)
- 2023 — «Моя любовь» (реж. Людмила Махова, съёмка, монтаж Smith Black)
- 2024 — клипосериал «Простые радости в краю беспечных зомби» (реж. Людмила Махова, съёмка, монтаж Smith Black)

#### Другие коллективы
- 2011 — Лёд 9 — «Ад холода» при участии Константина Кинчева (режиссёр Алексей Храмцов)
- 2013 — F.P.G. — «Там, где ты есть», при участии Чача Иванов, Илья Чёрт, КняZz (режиссёр Ровшан Вахидов)
- 2015 — Lori!Lori! — «Брось меня» (режиссёр Валерий Букша)
- 2019 — Контакты — «Сидоров» (режиссёр Алексей Тихонюк)
- 2019 — Родина — «Не стремай» (режиссёр Андрей Близнюк)
- 2020 — Touretto — «Я ненавижу людей» (DIY-video)